# Scelimena
Scelimena is een geslacht van rechtvleugeligen uit de familie doornsprinkhanen (Tetrigidae). De wetenschappelijke naam van dit geslacht is voor het eerst geldig gepubliceerd in 1838 door Serville.

## Soorten
Het geslacht Scelimena omvat de volgende soorten:
- Scelimena boettcheri Günther, 1938
- Scelimena brevispina Cao & Zheng, 2011
- Scelimena celebica Bolívar, 1887
- Scelimena chinensis Hancock, 1915
- Scelimena dentiumeris Hancock, 1907
- Scelimena discalis Hancock, 1915
- Scelimena floresana Günther, 1955
- Scelimena guangxiensis Zheng & Jiang, 1994
- Scelimena hafizhaii Mahmood, Idris & Salmah, 2007
- Scelimena india Hancock, 1907
- Scelimena kempi Hancock, 1915
- Scelimena melli Günther, 1938
- Scelimena multidentatum Hancock, 1906
- Scelimena nitidogranulosa Günther, 1938
- Scelimena producta Serville, 1838
- Scelimena razalii Mahmood, Idris & Salmah, 2007
- Scelimena sentiferum Stål, 1877
- Scelimena spiculata Stål, 1877
- Scelimena spicupennis Zheng & Ou, 2003
- Scelimena tuberculatum Bolívar, 1887
- Scelimena wulingshana Zheng, 1992